# Chirotica matsukemushii
Chirotica matsukemushii là một loài tò vò trong họ Ichneumonidae.